# Badminton bei den European Maccabi Games
 Badmintonwettbewerbe wurden bei den European Maccabi Games 2015 und 2019 ausgetragen.

## Die Sieger
| Jahr | Herreneinzel   | Dameneinzel          | Herrendoppel                       | Damendoppel                             | Mixed                              |
| ---- | -------------- | -------------------- | ---------------------------------- | --------------------------------------- | ---------------------------------- |
| 2015 | Alan Shekhtman | Darya Shcharbinskaya | Alan Shekhtman Daniel Berdichevsky | Jessica Cohn Nicole Frevold             | Alan Shekhtman Nicole Frevold      |
| 2019 | Mark Šames     | Vitaliya Movshovitch | Aliaksei Konakh Maksim Konakh      | Anastasiia Ruthaizer Nataliia Ruthaizer | Aliaksei Konakh Nataliia Ruthaizer |